# Rasmus Wremer

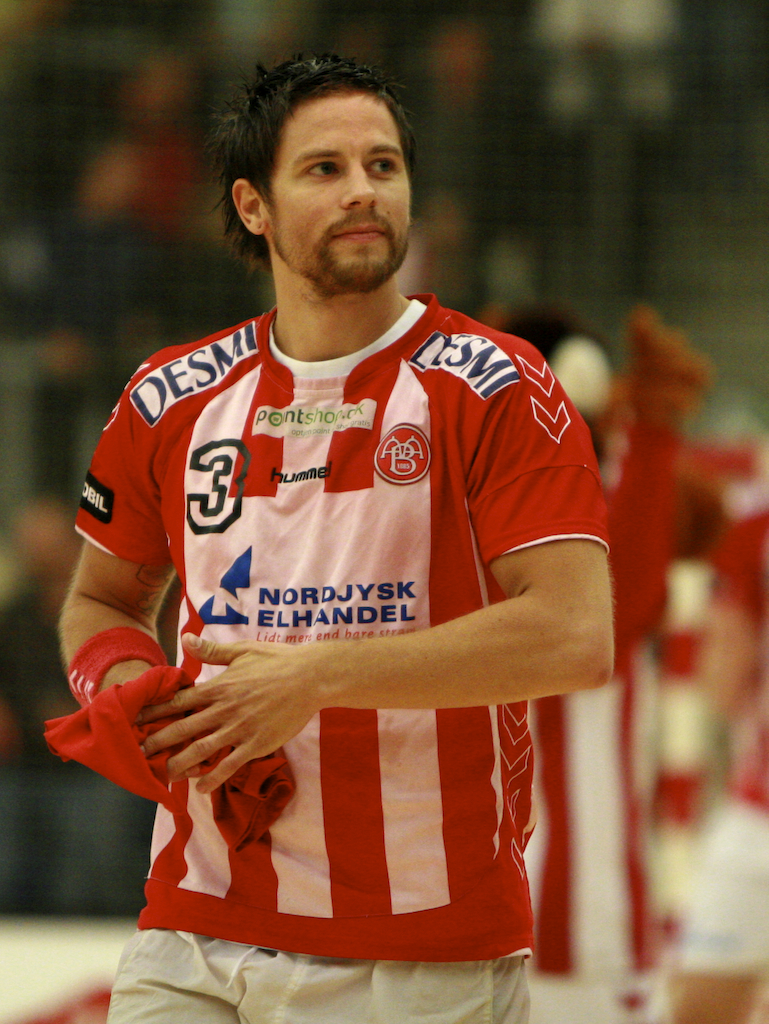
Rasmus Wremer i danska AaB Håndbold, 2009.

Rasmus Rickard Gustaf Wremer, född 9 april 1982 i Mullsjö, är en svensk tidigare handbollsspelare (vänstersexa). Han har spelat för IFK Skövde i Handbollsligan. Han har klubbrekorden för IFK Skövde gällande både antal spelade matcher i högsta serien och antal gjorda mål i högsta serien.

## Handbollskarriär
Rasmus Wremer debuterade i IFK Mullsjö och har också spelat för IF Hallby. 1997, vid 15 års ålder, gick han till IFK Skövde.
Wremer vann Elitseriens skytteliga säsongen 2006/2007 efter 205 gjorda mål, och skrev därefter på ett proffskontrakt med danska AaB Håndbold den 4 april 2007. I den sista SM-kvartsfinalen samma år mot Lugi HF, den 10 april, drabbades Wremer av en korsbandsskada då det främre korsbandet i ena knät slets av. Han missade därför SM-finalen och IFK Skövde förlorade mot IK Sävehof. Han missade också största delen av säsongen 2007/2008 i AaB Håndbold. Med AaB Håndbold vann Wremer danska mästerskapet 2010.
Efter säsongen 2010/2011 gick Wremers kontrakt med AaB Håndbold ut och klubben valde att inte förlänga, då den redan hade gjort klart med "hemvändande" nyförvärvet Håvard Tvedten på samma position. Rasmus Wremer valde då att återvända till IFK Skövde inför säsongen 2011/2012.
Inför säsongen 2016 skrev Expressen "Skövde är beroende av Kristian Svensson och Rasmus Wremer". Spelaromsättningen har varit stor bland annat beroende av klubbens dåliga ekonomi.
Den 4 oktober 2019 hade Rasmus Wremer gjort 411 matcher med IFK Skövde vilket var nytt rekord för klubben. Rasmus Wremer har då han avslutar sin spelarkarriär spelat under 17 säsonger för klubben.
Wremer spelade i ungdomslandslagen 2001-2003 och 2003 blev han världsmästare med Sveriges U-21 landslag. Rasmus Wremer blev aldrig någon etablerade A-landslagsspelare utan spelade bara några strölandskamper 2005-2009.